# Jakob Martini

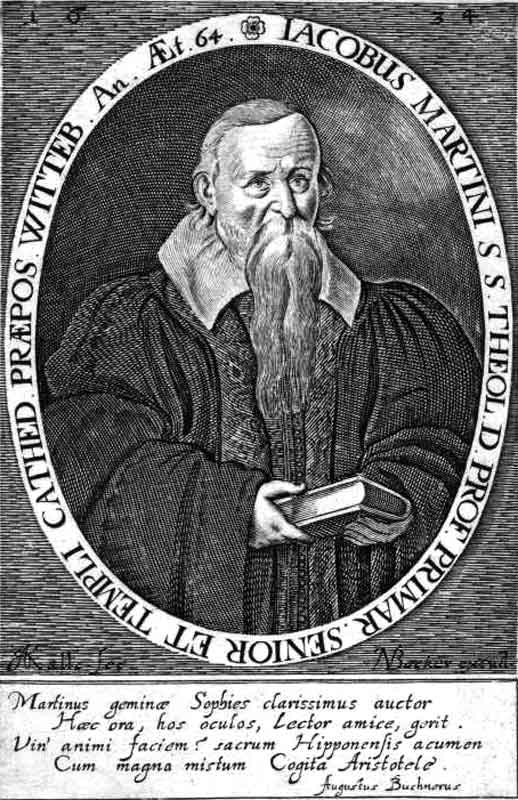
Jakob Martini

Jakob Martini (* 16. Oktober 1570 in Langenstein; † 30. Mai 1649 in Wittenberg) war ein deutscher lutherischer Theologe und Philosoph.

## Leben
Geboren als Sohn des Pfarrers Adam Martini, immatrikulierte er sich am 21. April 1587 an der Universität Wittenberg und wechselte am 10. Februar 1590 an die Universität Helmstedt. An der neu gegründeten Akademie machte er sich unter Cornelius Martini im philosophischen Studium mit Aristoteles vertraut. Er kehrte zurück nach Wittenberg, wo er 1593 den akademischen Grad eines Magisters erwarb. Unter Polykarp Leyser dem Älteren und Ägidius Hunnius dem Älteren erhielt er einen Einblick in das Theologiestudium und nahm 1597 eine Stelle als Lehrer im ostfriesischen Norden an, wo er auch Pfarrer wurde.
1602 wurde Martini in Wittenberg die Professur für Logik und Metaphysik übertragen. In dieser ordnete er alles Wissen dem Geist lutherischer Orthodoxie unter. Dadurch erwuchs steigendes Interesse an der Metaphysik, deren lutherische Gestalt er wesentlich mitprägte, und öffnete sich der instrumentalistischen Logiktheorie von Giacomo Zabarella. Die Begründung der protestantischen Schulmetaphysik vollzog sich unter Anpassung an die Neuscholastik, wie sie sich in der posttridentinischen katholischen Kirche, vor allem von Francisco Suárez, entwickelt hatte. Aus dem akademischen Lehrbetrieb gingen Martinis „Theorematum metaphysicorum exercitationes quatuordecim, continentes universam Metaphysicam in formam scientiae compendiose redactam“ hervor.
Martini sah seine eigentliche polemische Lebensaufgabe in der Bekämpfung der Sozinianer. So ließ er von 1614 bis 1647 sechs antisozinianische Schriften erscheinen. Dies geschah nicht zuletzt aus praktischer Sorge um den Universitätsbetrieb und den Bestand der lutherischen Lehre. Auch in Gießen, Tübingen, Rostock, Leipzig, Jena und anderswo setzten sich Schulmetaphysiker mit dem sich ausbreitenden Sozinianismus auseinander, doch war dessen Hauptgegner unter ihnen Jakob Martini. Als Lehrmaterial für seine Vorlesungen schrieb Martini die „Institutionum Logicarum lihri VII“. Neben seinen regelmäßigen Vorlesungen veranstaltete er häufig Disputationen.
Die Kompetenz, die er als Verfasser von Hochschullehrbüchern zur Logik und Metaphysik bewiesen hatte, gab den Ausschlag dafür, ihn bei der in Gang befindlichen Ablösung herkömmlicher Schullehrbücher und Kompendien melanchthonschen Typs als Autor auszuersehen. Die Visitatoren der drei Fürstenschulen von den Universitäten Leipzig und Wittenberg, die Lehrer der drei Fürstenschulen und auch die Mitglieder des Oberkonsistoriums hielten es für gut, anstatt der „Dialektik“ des Melanchthon-Schülers Lukas Lossius und der „Rhetorik“ Philipp Melanchthons neue Lehrbücher zu beiden Disziplinen für die kursächsischen Gymnasien auszuarbeiten, wie es bereits mit der Grammatik und dem Kompendium Donat geschehen war. Beide Titel genügten nicht mehr den Ansprüchen der lernenden Jugend.
Martini fühlte sich aber mehr zur Theologie hingezogen, übernahm dennoch 1613 die Professur für Ethik und konnte 1615 mit Erlaubnis des Kurfürsten das theologische Lizentiat anstreben und promovierte 1623 zum Doktor der Theologie. Daraufhin erhielt er eine Professur an der theologischen Fakultät, stieg 1627 bis zum Propst an der Schlosskirche Wittenberg auf und wurde damit Assessor am Wittenberger Konsistorium. In der Wittenberger Schlosskirche wurde er auch am 3. Juni begraben. Für ihn wurde dort auch sein Grabstein errichtet, der sich im Hof des Schlosses befindet und ihn in Lebensgröße abbildet.

## Werke
- Lutheranismus / Das ist kurtze Widerholung der Fürnehmesten Hauptstücke unser Christlichen / und in Gottes wort gegründeten Religion. Hamburg 1601
- Logicae Peripateticae Per Dichotomias In Gratiam Ramistarum Resolutae Libri Duo. Schürer, Wittenberg 1622.
- Exercitationes metaphysicarum libri duo. Schurer, Wittenberg 1608. (Digitalisat)
- Disputationes ethicae. Helwig, Wittenberg 1608. (Digitalisat)
- Oratio de utilitate et necessitudine logices. 1606.[1]
- Disputationes Logicae Domesticae Sive Privatae. Schmidt, Wittenberg 1606.[2]
- Exercitationes nobiles de anima. Gorman, Wittenberg 1606. (Digitalisat)
- Disputationum logicarum publicarum decas. Gorman, Wittenberg 1607. (Digitalisat)
- Quaestiones illustres philosophicae. Mehrere Bände.  Berger, Wittenberg 1607–1609.[3]
- De Communicatione Proprii Liber Unus Contra Barthol. Keckermanum. Schurer, Wittenberg 1609. (Digitalisat)
- Themata Decem, Contra Systema Logicum Keckermannianum Generaliter Directa. Henckel, Wittenberg 1610. (Digitalisat)
- Institutionum logicarum libri VII. Helwich, Wittenberg 1610. (Digitalisat)
- Partitiones Et Quaestiones Metaphysicae in quibus Omnium Fere Terminorum Metaphysicorum Distinctiones Accuratè enumerantur & explicantur. Ut Et Praecipue Quaestiones ex Fr. Suaretz & Cl. Timplero partim resolvuntur, partim examinantur & refutantur. Schurer, Wittenberg 1615. (Digitalisat)
- Dissertationum metaphysicarum duodecima De Accidentibus. Gormann, Wittenberg 1614. (Digitalisat)
- Disputationes physicae. Gorman, Wittenberg 1617.
- Vernunfftspiegel, das ist / Gründlicher und unwidertreiblicher Bericht / was die Vernunfft / sampt derselbigen perfection, Philosophia genandt / sey. Selfisch, Wittenberg 1618. (Digitalisat)
- Disputationes Metaphysicae viginti octo, in quibus Omnium Terminorum Metaphysicorum Distinctiones accurate enumerantur & explicantur; nec non praecipuae Quaestiones ex Fr: Suarez & Cl. Timplero partim resolvuntur, partim examinantur & refutantur. Schurer, Wittenberg 1619. (Digitalisat)
- Discussionum ramistarum libri II. 1623.[4]

## Familie
Martini war zweimal verheiratet. Die erste Ehe schloss er mit Agnes, der Tochter des Bürgermeisters von Berenburg Andreas Ohrlaub. Aus dieser 19-jährigen Ehe gingen fünf Söhne und vier Töchter hervor. Von den Kindern kennt man Ezard Martini († 1622 in Jena), Andreas Martini (* 26. Dezember 1602 in Wittenberg; † 22. Oktober 1636 in Paris, Dr. med. Padua, vgl. LP), Adam Martini (starb nach der Geburt), Adam Jacob Martini (Rat in Danzig), Johann Friedrich Martini († 1642), Maria Catharina Martini († 1625), Regina Martini (verh. mit Friedrich Kornmann), Anna Martha Martini († jung) und Anna Elisabeth Martini (1. Ehe mit Joachim Crusius, Pfarrer in Schmiedeberg; 2. Ehe mit Georg Forster, Propst in Kemberg) von den verheirateten Töchtern hatte er 15 Enkel erlebt. Aus seiner am 6. Juli 1619 geschlossenen Ehe mit Magdalena († 20. Mai 1663), der Tochter des Bürgermeisters in Köthen Balthasar Sturm, sind drei Söhne und drei Töchter hervorgegangen. Bekannt sind Christoph Ernst Martini († jung), Balthasar Johann Martini (* 13. Dezember 1621 in Wittenberg; † 12. September 1637 in Wittenberg), Gottfried Martini († 28. September 1657 in Leipzig als Student jur.), Maria Magdalena Martini († jung), Elisabeth Martini (verh. Samuel Ritter) und die Tochter Magdalena (verh. sich mit einem gewissen Fabrii).